# Topaz (film)
Topaz je americký filmový thriller, který v roce 1969 natočil Alfred Hitchcock. Má délku 143 minut.

## Děj
Alfred Hitchcock fascinujícím způsobem převedl na plátno špionážní bestseller. Frederick Stafford hraje francouzského agenta, který si pro špionážní operaci na Kubě. Právě na Kubě se měly údajně objevit ruské rakety a také špión NATO s krycím jménem Topaz. Po skončení své mise se Devereaux vrací zpět do Francie a chystá se odhalit totožnost dvojitého agenta. Na diváky čeká nečekané rozuzlení plné napětí a strachu.

## Obsazení
| Frederick Stafford | André Devereaux    |
| Dany Robin         | Nicole Devereaux   |
| Claude Jade        | Michèle Picard     |
| Michel Subor       | François Picard    |
| Karin Dor          | Juanita de Cordoba |
| John Vernon        | Rico Parra         |
| Michel Piccoli     | Jacques Granville  |
| Philippe Noiret    | Henri Jarré        |